# Snelson (Cheshire)
Pour les articles homonymes, voir Snelson.
Snelson est une localité anglaise située dans le comté de Cheshire.